# JAC T40
T40 é um SUV compacto produzido pela JAC Motors. O motor é um 1.5 16V VVT flex, com 125/127 cv de potência. Suas medidas são: 4,14 m de comprimento, 1,75 m de largura, 1,57 m de altura e 2,49 m de distância entre-eixos. Seu preço aproximado é de R$ 60 mil (2016).
Seus principais concorrentes são: Chery Tiggo, Honda WR-V, Ford EcoSport e Renault Duster.
Existe uma versão elétrica deste veículo, denominado JAC iEV40.